# Alejandro Pérez
Alejandro Pérez (* 27. Mai 1975 in Mexiko-Stadt) ist ein ehemaliger mexikanischer Fußballspieler auf der Position eines Verteidigers.

## Leben
Pérez begann seine Profikarriere beim Club Universidad Nacional, für den er sein Debüt in der mexikanischen Primera División am 17. Oktober 1993 beim 4:1-Auswärtssieg gegen die Monarcas Morelia gab. 
Seine beiden einzigen Erstligatore erzielte er im Torneo Verano 1997 beim 1:0-Sieg gegen Atlante am 16. Februar 1997 und beim 2:1-Sieg im Clásico Capitalino gegen den Erzrivalen América am 27. April 1997.
Nach sechs Jahren und 104 Erstligaeinsätzen bei den Pumas wechselte er 1999 zu den UAG Tecos und ein Jahr später zu Mexikos populärstem Verein  Chivas Guadalajara. 
Für diesen kam er am 2. August 2000 in der Copa Merconorte gegen den venezolanischen Vertreter Estudiantes de Mérida zum Einsatz und erzielte den wichtigen Anschlusstreffer zum 1:2, der die Wende zum späteren 3:2-Sieg seiner Mannschaft einleitete. Wenige Tage nach seinem einzigen Ligaeinsatz für den neuen Arbeitgeber bei der 0:2-Auswärtsniederlage gegen den CF Pachuca am 27. August 2000 geriet er am 31. August 2000 unter Alkoholeinfluss in einen Autounfall. Dabei zog er sich eine schwere Knieverletzung zu, die ihn bereits im Alter von 25 Jahren zur Beendigung seiner aktiven Fußballerlaufbahn zwang.